# Kähärinsaari
Kähärinsaari est une île du lac Päijänne à Sysmä en Finlande,.

## Géographie
Kähärinsaari mesure 3,3 kilomètres de long, 1,7 km de large et a une superficie de 3,1 km2.
Töijensalo est située au nord-est de Kähärinsaari.
Kähärinsaari et Töijensalo  sont séparées par un détroit d'une largeur de 10 à 500 mètres.
Le détroit est traversé par une route, venant du continent via Sotkettama et Töijensalo, qui bifurque de la partie centrale de Kähärinsaari vers différentes parties de l'île. 
Au sud-ouest de Kähärinsaari se trouvent Iso Karhusaari, Vähä Karhusaari et Kellosaari, à quelques centaines de mètres.